# 美徳のよろめき (西田佐知子のアルバム)
『美徳のよろめき』（びとくのよろめき）は、1973年11月1日に発表された西田佐知子のオリジナル・スタジオ・アルバムである。
正式なタイトルは『西田佐知子の美徳のよろめき』（にしださちこのびとくのよろめき）。
2017年現在、未CD化。オリジナルLP規格品番：MR-2241。

## 解説
女の哀歓を華麗なタッチで描く西田の<女の世界>…。
作詩を小谷夏と吉田旺、作曲を中村泰士、編曲を高田弘とあかのたちおが行っている。

## 収録曲

### Side A
1. 美徳のよろめき（Opening）
  - 作詩：小谷夏／作曲：中村泰士／編曲：高田弘
2. 雨の情景
  - 作詩：吉田旺／作曲：中村泰士／編曲：高田弘
3. 錆びた鍵
  - 作詩：吉田旺／作曲：中村泰士／編曲：あかのたちお
4. 愛すればこそ
  - 作詩：吉田旺／作曲：中村泰士／編曲：高田弘
5. 小鳥が死んだ日
  - 作詩：小谷夏／作曲：中村泰士／編曲：あかのたちお
6. 橋のない河
  - 作詩：吉田旺／作曲：中村泰士／編曲：高田弘
7. ブラック・コーヒー
  - 作詩：吉田旺／作曲：中村泰士／編曲：あかのたちお

### Side B
1. ひるさがり
  - 作詩：吉田旺／作曲：中村泰士／編曲：あかのたちお
2. あの日も雨だった
  - 作詩：小谷夏／作曲：中村泰士／編曲：あかのたちお
3. 矢車日記
  - 作詩：小谷夏／作曲：中村泰士／編曲：あかのたちお

  - 後に北原ミレイが「矢車の花」（1980年）として、小林幸子が「矢車日記」（1984年）としてカヴァー。
4. 心のこり
  - 作詩：小谷夏／作曲：中村泰士／編曲：高田弘
5. 悲しい指輪
  - 作詩：小谷夏／作曲：中村泰士／編曲：あかのたちお
6. 美徳のよろめき
  - 作詩：小谷夏／作曲：中村泰士／編曲：高田弘

## 演奏者
- 西田佐知子 - 唄
- ポリドール・オーケストラ - 演奏

## Staff
- 山口光昭 - Director
- 前田欣一郎 - Mixer
- 武藤義（P.C.C.） - Photography
- 廣野展生 （P.C.C.）- Cover Design
- 鈴木白鴻 - タイトル書